# Perigrapha irkuta
Perigrapha irkuta är en fjärilsart som beskrevs av Max Wilhelm Karl Draudt 1934. Perigrapha irkuta ingår i släktet Perigrapha och familjen nattflyn. Inga underarter finns listade i Catalogue of Life.